# Bigwin Island
Bigwin Island är en ö i Kanada.   Den ligger i provinsen Ontario, i den sydöstra delen av landet, 260 km väster om huvudstaden Ottawa. Bigwin Island ligger i sjön Lake of Bays.
I omgivningarna runt Bigwin Island växer i huvudsak blandskog. Runt Bigwin Island är det mycket glesbefolkat, med 4 invånare per kvadratkilometer.